# Avverkningsuppdrag
Avverkningsuppdrag är en typ av avtal om avverkning av skogsbestånd. Ett avverkningsuppdrag innebär att skogsägaren får betalt först i efterhand när det avverkade virket mätts in vid industrin. Från summan som utbetalas avräknas de avverknings- och drivningskostnaderna som utföraren av avverkningsuppdraget haft. Dessa kostnader kan vara i förväg bestämda (per kubikmeter virke) eller löpande.
Ur skogsägarsynpunkt har avverkningsuppdrag nackdelen att det i förväg endast är möjligt att uppskatta nettot av avverkningen; man bara kan hoppas att skogsmaskinsförarna är professionella och inte slarvar med apteringen, tar för höga stubbar, lämnar virke i skogen eller skadar timmer vid upparbetningen.
Vid försäljning av rotposter får skogsägaren betalt i förväg och kan förhålla sig mer oberoende gentemot skogsinköparna. Samtidigt tillkommer dock då kostnader för själva stämplingen av posten.
Även vid mekaniserad gallring är avverkningsuppdrag en vanlig avtalsform.